# Rosário (Almodôvar)

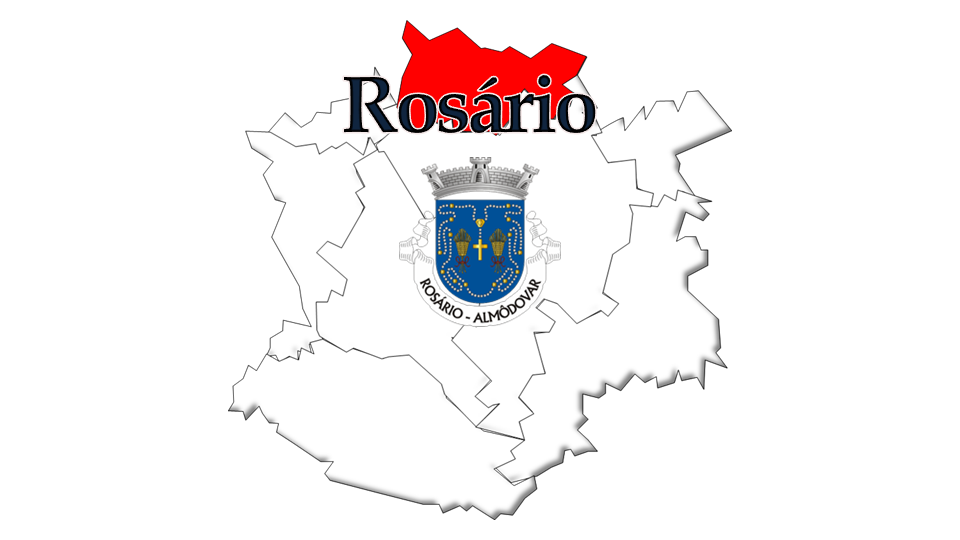
Localização da Freguesia de Rosário no Município de Almodôvar

Rosário é uma povoação portuguesa sede da Freguesia de Rosário do Município de Almodôvar, freguesia com 60,69 km² de área e 592 habitantes (censo de 2021), tendo, por isso, uma densidade populacional de 9,8 hab./km².

## Demografia
A população registada nos censos foi:
| Distribuição da População por Grupos Etários | Distribuição da População por Grupos Etários | Distribuição da População por Grupos Etários | Distribuição da População por Grupos Etários | Distribuição da População por Grupos Etários |
| -------------------------------------------- | -------------------------------------------- | -------------------------------------------- | -------------------------------------------- | -------------------------------------------- |
| Ano                                          | 0-14 Anos                                    | 15-24 Anos                                   | 25-64 Anos                                   | > 65 Anos                                    |
| 2001                                         | 80                                           | 84                                           | 313                                          | 129                                          |
| 2011                                         | 81                                           | 58                                           | 314                                          | 155                                          |
| 2021                                         | 65                                           | 54                                           | 285                                          | 188                                          |

## Património
- Igreja do Rosário ou Igreja Paroquial do Rosário